# آرمان کارامیان
آرمان کارامیان (ارمنی: Արման Քարամյան؛ زادهٔ ۱۴ نوامبر ۱۹۷۹) یک بازیکن فوتبال بازنشسته اهل ارمنستان در پست مهاجم / هافبک است.

## باشگاهی
از باشگاه‌هایی که در آن بازی کرده‌است می‌توان به استوا بخارست، راپید بخارست، پیونیک، و آرسنال کیف اشاره کرد.

## تیم ملی
او همچنین در تیم ملی فوتبال ارمنستان بازی کرده‌است. نخستین بازی ملی خود را که یک بازی دوستانه بود در ۹ ژانویه ۲۰۰۰ در لس آنجلس در مقابل گواتمالا انجام داده‌است. وی هشتمین گلزن برتر در ترکیب تیم ملی فوتبال ارمنستان می‌باشد.

### آمارهای تیم ملی
| تیم ملی فوتبال ارمنستان | تیم ملی فوتبال ارمنستان | تیم ملی فوتبال ارمنستان |
| سال                     | حضورها                  | گل‌ها                    |
| ----------------------- | ----------------------- | ----------------------- |
| ۲۰۰۰                    | ۸                       | ۱                       |
| ۲۰۰۱                    | ۴                       | ۰                       |
| ۲۰۰۲                    | ۳                       | ۱                       |
| ۲۰۰۳                    | ۷                       | ۱                       |
| ۲۰۰۴                    | ۵                       | ۲                       |
| ۲۰۰۵                    | ۳                       | ۰                       |
| ۲۰۰۶                    | ۳                       | ۰                       |
| ۲۰۰۷                    | ۵                       | ۰                       |
| ۲۰۰۸                    | ۳                       | ۰                       |
| ۲۰۰۹                    | ۶                       | ۰                       |
| ۲۰۱۰                    | ۱                       | ۰                       |
| مجموعاً                  | ۴۸                      | ۵                       |

### گل‌های ملی
| # | تاریخ           | ورزشگاه      | حریف         | گل زده | نتیجه | رقابت‌ها                             |
| - | --------------- | ------------ | ------------ | ------ | ----- | ----------------------------------- |
| ۱ | ۲ فوریه ۲۰۰۰    | قبرس         | قبرس         | ۲-۳    | باخت  | بازی دوستانه                        |
| ۲ | ۷ ژوئن ۲۰۰۲     | آندورا       | آندورا       | ۲-۰    | برد   | بازی دوستانه                        |
| ۳ | ۱۰ سپتامبر ۲۰۰۳ | ایرلند شمالی | ایرلند شمالی | ۱-۰    | برد   | مرحله مقدماتی جام ملت‌های اروپا ۲۰۰۴ |
| ۴ | ۱۹ فوریه ۲۰۰۴   | قبرس         | قزاقستان     | ۳-۳    | تساوی | بازی دوستانه                        |
| ۵ | ۲۱ فوریه ۲۰۰۴   | قبرس         | گرجستان      | ۲-۰    | برد   | بازی دوستانه                        |

## افتخارات

### باشگاهی
کیلیکیا
- سوپر جام فوتبال ارمنستان (۱): ۱۹۹۷

 پیونیک
- لیگ برتر فوتبال ارمنستان (۲): ۲۰۰۱, ۲۰۰۲
- جام استقلال ارمنستان (۱): ۲۰۰۲
- سوپر جام فوتبال ارمنستان (۲): ۲۰۰۲

 باشگاه فوتبال پلیتهنیکا تیمیشوارا
- لیگ دسته اول فوتبال رومانی نایب قهرمان (۱): ۲۰۰۸–۰۹
- جام حذفی فوتبال رومانی نایب قهرمان (۱): ۲۰۰۸–۰۹

### فردی
- بازیکن فوتبال سال ارمنستان: ۲۰۰۲
- برترین گلزن لیگ برتر فوتبال ارمنستان (۲): ۲۰۰۱ (۲۱ گل), ۲۰۰۲ (۳۶ گل)